# La Dame de cœur (film, 1929)
Pour les articles homonymes, voir Dame de cœur (homonymie) et The Mississippi Gambler.
Pour plus de détails, voir Fiche technique et Distribution.
La Dame de cœur (titre original : The Mississippi Gambler) est un film américain réalisé par Reginald Barker, sorti en 1929.
Le film a été diffusé en version sonore Movietone, et également en version muette.

## Fiche technique
- Réalisation : Reginald Barker
- Scénario : Edward T. Lowe Jr. d'après une histoire de Karl Brown et Leonard Fields
- Photographie : Gilbert Warrenton
- Montage : Robert B. Wilcox
- Musique : David Broekman
- Producteur : Carl Laemmle
- Société de production : Universal Pictures
- Société de distribution : Universal Pictures
- Pays de production :  États-Unis
- Langue : film muet avec les intertitres en anglais
- Métrage : 1 531,62 m mètres  (version muette) ; 1 655,67 m mètres  (version sonore)
- Format : Noir et blanc et couleurs — 35 mm — 1,20:1 — Muet — Son : Mono (Western Electric Sound System) pour la version sonore
- Genre : Film dramatique, Film musical, Film romantique
- Durée : 57 minutes
- Dates de sortie : 
  - États-Unis : 3 novembre 1929
  - France : 20 mars 1931

## Distribution
- Joseph Schildkraut : Jack Morgan
- Joan Bennett : Lucy Blackburn
- Carmelita Geraghty : Suzette Richards
- Alec B. Francis : Junius Blackburn
- Otis Harlan : Tiny Beardsley
- William Welsh : Captaine Weathers